# Grêmio Esportivo Pratense
O Grêmio Esportivo Pratense é um clube brasileiro de futebol, da cidade de Nova Prata, no estado do Rio Grande do Sul, fundado em 11 de janeiro de 1955.
Seu uniforme usa as cores vermelho e branco e sua sede é o estádio municipal Doutor Mário Cini, que tem capacidade para 3.000 espectadores.

## História
O clube foi fundado no meio da década de 1950, aproveitando a euforia pós-Copa do Mundo de Futebol de 1950, com o nome de Grêmio Esportivo Pratense e as cores vermelho e branco, para agradar colorados.
Em seus 42 anos de existência, disputou em 37 anos consecutivos todas as competições oficiais organizadas pela Federação Gaúcha de Futebol, incluindo o Campeonato Gaúcho de Futebol de 1974, sendo conhecido pela imprensa gaúcha como “Teimosinho da Serra”.
No ano de 1997 solicitou licença e posteriormente encerrou suas atividades esportivas.